# Transfer Power
Transfer Power er den danske musiker og sangskriver Aske Jacobys andet studiealbum som solist.
Albummet udkom 16. august 2004 hos Sweet Silence Records i hvis studier, det også er inspillet. Det indeholder i alt 11 numre - alle komponeret af Jacoby selv. Sangen (og rappen i) "Lack of Education" er dog skrevet i samarbejde med Lolita Bellstar.

## Spor
1. "Carcrash" - (00:16)
2. "... And the Waves Roll On" - (03:03)
3. "Precious You (feat. Lolita Bellstar)" - (04:12)
4. "Lack of Education (feat. Lolita Bellstar)" - (05:30)
5. "Lolita Bellstar (feat. Thomas Helmig)" - (05:58)
6. "Shimmering Soul (feat. Louise Hart)" - (04:10)
7. "Gloomy Turtle" - (03:50)
8. "Just an Endless Day (feat. Milja Folkesson)" - (03:47)
9. "Psalm" - (08:01)
10. "The Drive Home" - (00:25)
11. "While the Music's Still Lingering" - (03:45)